# مارغريت هيريك
مارغريت هيريك (بالإنجليزية: Margaret Herrick)‏ هي أمينة مكتبة أمريكية، ولدت في 27 سبتمبر 1902 في سبوكين في الولايات المتحدة، وتوفيت في 21 يونيو 1976 في وودلاند هيلز، كاليفورنيا في الولايات المتحدة.